# 김재천
김재천(金在千, 1984년 10월 18일 ~ )는 전 KBO 리그 SK 와이번스의 야구 선수인 외야수이다.

## 출신학교
- 광주진흥고등학교

## 등번호
- 59번